# أندليرسدورف
أندليرسدورف (بالألمانية: Andlersdorf) هي مدينة تقع في منطقة غانسيرندورف في النمسا السفلى.